# Tour des Cygnes

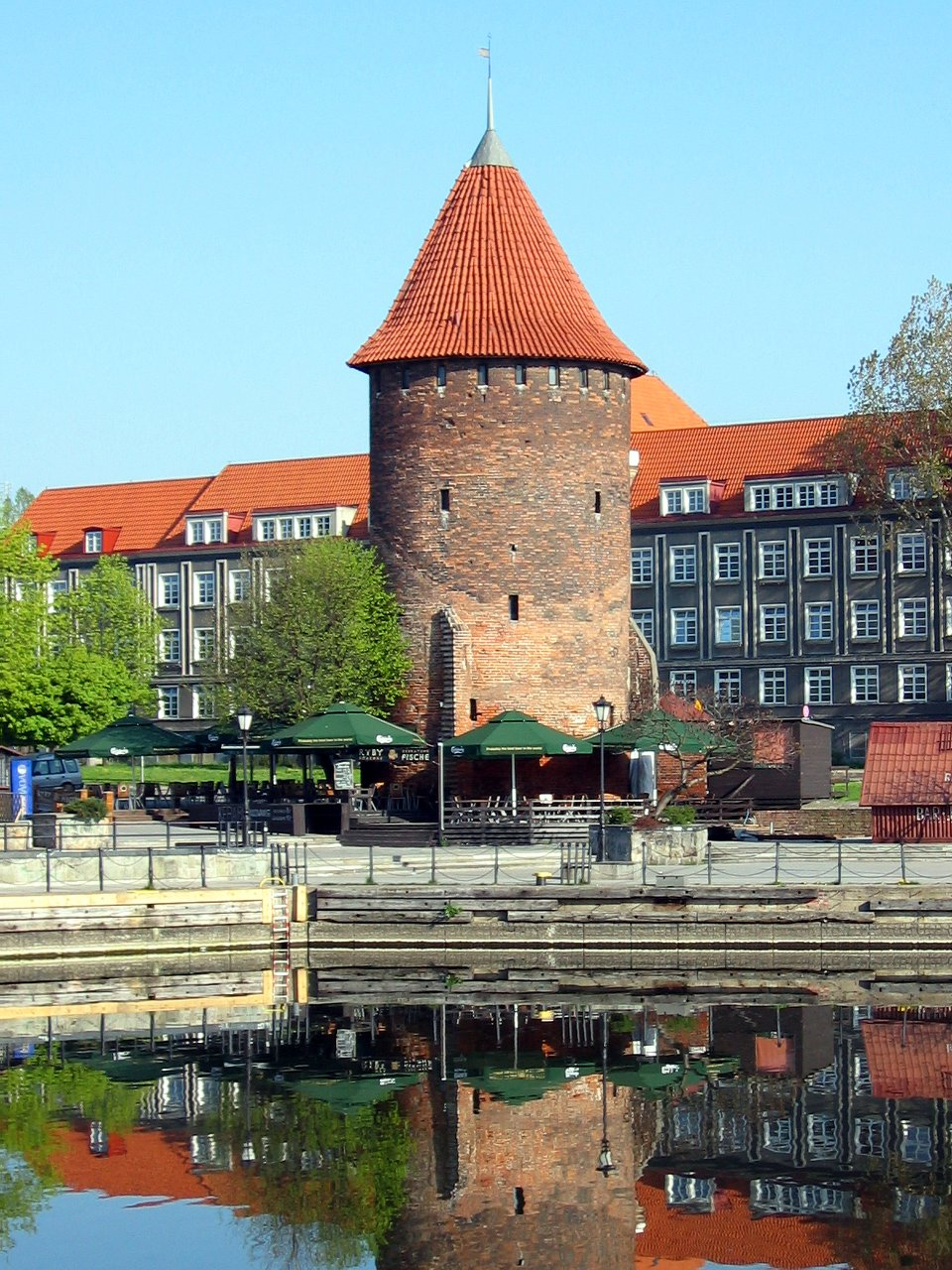
Tour des Cygnes (vue extérieure)

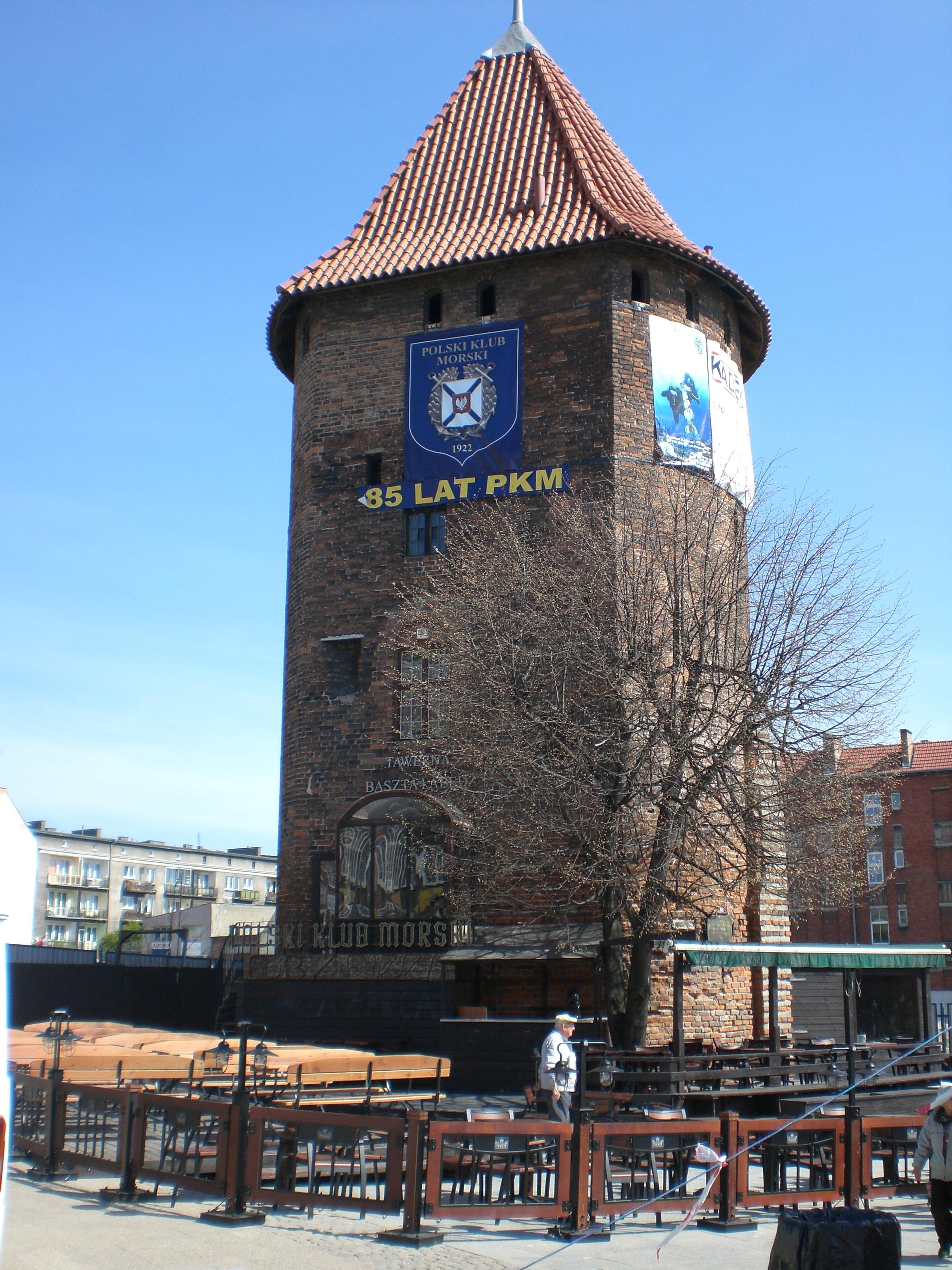
Tour des Cygnes (vue intérieure)

La Tour des Cygnes (en polonais, Baszta Łabędź) est une tour gothique de Gdansk.
Elle a été construite sur les fondations de la tour des pêcheurs démolie. La tour fut endommagée en 1454 puis reconstruit et surélevé d'un étage.
La tour est située au marché aux poissons et forme l'angle nord-est des fortifications de la ville droite de Gdańsk.
Le siège du Club Nautique Polonais est situé dans la tour. L'hôtel Hilton a été construit à côté de la tour.

## Littérature
- Maria Bogucka, Das alten Danzig, Koehler et Amelang, Leipzig, 1987  (ISBN 3-7338-0033-8)
- Joanna Markin, Dantzig, Pascal carnets de voyage  (ISBN 978-83-7304-641-2)